# 郑玉玲
郑玉玲（1955年12月—），女，汉族，教授，主任医师，博士生导师，中西医结合防治肿瘤专家。曾任河南中医学院校长。

## 简历
1978年毕业于河南中医学院医疗系，曾任河南省中医院肿瘤科主任、副院长，河南中医学院一附院院长，河南中医学院副校长，郑州大学医学院教授、主任医师，郑州大学副校长。

## 荣誉
- 1995年7月 被卫生部、人事部、国家中医药管理局授予“全国卫生系统先进工作者”
- 1995年8月 被河南省委组织部评为“河南省管优秀专家”
- 1999年10月 被河南省妇联评为“河南省三八红旗手”
- 2001年6月 被卫生部、全国妇联授予“全国十行百佳”、“全国三八红旗手”称号
- 2001年8月 被河南省科协授予“十大科技女杰”称号
- 2002年12月 被卫生部、国家中医药管理局授予“有突出贡献的中青年中医专家”

## 头衔
- 中华中医药学会医院管理协会副主任委员
- 中国中西医结合学会肿瘤专业委员会委员
- 河南省抗癌协会副理事长、传统医学会主任
- 河南电视台《名医堂》栏目顾问